# Рената Киселичка
Рената Спасова Киселичка е българска актриса.

## Биография
Родена е на 28 януари 1944 година в Стара Загора. Завършва средно музикално образование в Пловдив, пеене. Работи в Драматичен театър „Н. О. Масалитинов“ в Пловдив 1963 – 1964, в Народен театър „Иван Вазов“ 1964 – 1966 и в театър „Сълза и смях“ от 1966.
Член на САБ.
Гастроли: Музикално-драматичен театър „Константин Кисимов“ във Велико Търново, „Кафе-театър“ в София, театър „Дружба“. 

## Театрални роли
- „Железният светилник“ (Димитър Талев) – Катерина
- „Антоний и Клеопатра“ (Бърнард Шоу) – Клеопатра
- „Дванайсета нощ“ (Уилям Шекспир) – Мария

## Награди
- I награда от национални прегледи на българската драма и театър
- II награда от национални прегледи на българската драма и театър

## Филмография
| Година | Филми и Сериали  | Серии    | Копродукции             | Роля                               |
| ------ | ---------------- | -------- | ----------------------- | ---------------------------------- |
| 1982   | Хотел „Централ“  |          |                         |                                    |
| 1980   | Златното кормило |          |                         | хазайката                          |
| 1978   | Пантелей         |          |                         | проститутката                      |
| 1977   | Колко мили хора! |          | България / Чехословакия | Румяна Михайлова, кинорежисьорката |
| 1972   | С деца на море   | 2 новели |                         | майката на Пипси и Кирчо           |
| 1969   | Кит              |          |                         | комсомолската секретарка           |
| 1969   | С особено мнение |          |                         | актрисата                          |